# Стефан Баліцький
Стефан Баліцький (пол. Stefan Balicki; 17 травня 1899, с. Чуква (нині Самбірського району Львівської області) — 29 березня 1943, Познань) — польський прозаїк і новеліст, педагог.

## Біографія
Народився в багатодітній сім'ї сільського вчителя. Спершу вивчав теологію в духовній семінарії у Львові.
Після закінчення Першої світової війни залишив навчання в семінарії і вступив до польської армії. У 1920 році демобілізувався. Переїхав зі Львова в Познань. Вступив до університету і в 1921—1925 рр. вивчав польську філологію.

### Педагогіка і творчість
Після закінчення університету працював учителем, брав участь у літературному житті Познані. Друкував короткі новели, оповідання, фейлетони та повісті на сторінках газет і журналів: Pamiętnik Warszawski, Kurier Poznański, Tęczy, Bluszcz, Dziennik Poznański, Życe Literacke, Gazeta Polska, Wici Wielkopolski.
У 1926 році редагував журнал «Nowe Wici», входив до літературної групи «Loża». Писав під псевдонімом «Raptus».

## Друга світова війна
На початку Другої світової війни був призваний до польської армії, після її поразки повернувся додому. Під час німецької окупації, брав участь у підпільній діяльності. 2 березня 1943 року був заарештований гестапо і поміщений до концентраційного табору «Форт VII» у Познані.

### Загибель
Після жорстоких тортур і допитів покінчив життя самогубством в одній з камер концтабору.

## Вибрана бібліографія
- Dziewiąta fala (1930)
- Mały ludzi (1932—1933)
- Chłopcy. Szkice z życia szkoły (1933)
- Czerw (1936)
- Ludzie na zakręcie (1937)
- Dom wróżki (1939)
- Manekin i tancerka